# مقاطعة ووهو
مقاطعة ووهو هي إحدى مقاطعات منطقة آنهوي في الصين.